# Landkreis Westerburg
| Basisdaten                  | Basisdaten           |
| --------------------------- | -------------------- |
| Bestandszeitraum            | 1886–1933            |
| Preußische Provinz          | Hessen-Nassau        |
| Regierungsbezirk            | Wiesbaden            |
| Verwaltungssitz             | Westerburg           |
| Fläche                      | 317 km²              |
| Einwohner                   | 32.114 (1925)        |
| Bevölkerungsdichte          | 101 Einw./km² (1925) |
| Gemeinden                   | 82                   |
| Lage des Kreises Westerburg |                      |
|                             |                      |

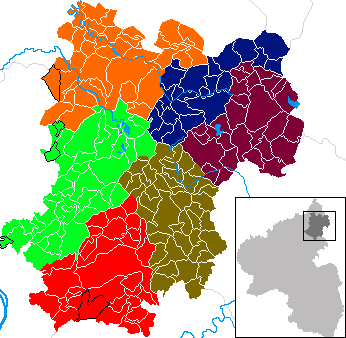
Der Kreis wurde aus den Ämtern Rennerod (weinrot) und Wallmerod (ocker) gebildet.
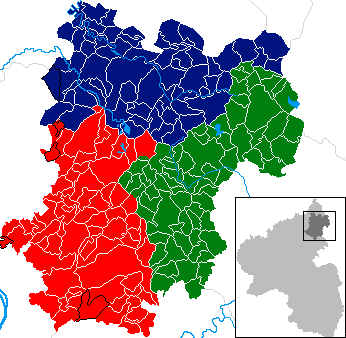
In Grün der Kreis Westerburg von 1886 bis 1932 innerhalb des heutigen Westerwaldkreises.
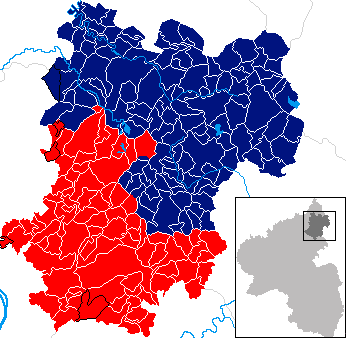
Der Kreis wurde 1932 auf den Oberwesterwaldkreis (blau) und den Unterwesterwaldkreis (rot) aufgeteilt.

Der Kreis Westerburg  war von 1886 bis 1933 ein Landkreis in der preußischen Provinz Hessen-Nassau. Sein Gebiet gehört heute zum Westerwaldkreis in Rheinland-Pfalz. Der Kreissitz war in Westerburg.

## Geschichte
Das Gebiet des Kreises Westerburg gehörte ursprünglich zum Herzogtum Nassau. Nach dessen Annexion durch Preußen als Folge des Deutschen Kriegs gehörte das Gebiet des späteren Kreises zunächst zum Unterwesterwaldkreis und zum Oberwesterwaldkreis im Regierungsbezirk Wiesbaden der preußischen Provinz Hessen-Nassau. 1886 wurde aus den ehemaligen Ämtern Rennerod und Wallmerod der Kreis Westerburg gebildet.
Bei der preußischen Gebietsreform vom 1. Oktober 1932 wurden die drei bestehenden Westerwaldkreise zu zwei Kreisen zusammengefasst. Aus dem Kreis Westerburg wechselten die Gemeinden Girod, Goldhausen, Görgeshausen, Großholbach, Heilberscheid, Hundsangen, Kleinholbach, Nentershausen, Niedererbach, Nomborn, Obererbach, Oberhausen, Pütschbach, Ruppach, Steinefrenz und Weroth in den Unterwesterwaldkreis. Das restliche Kreisgebiet wurde mit dem Oberwesterwaldkreis zu einem neuen Kreis zusammengeschlossen, der zunächst vorübergehend Landkreis Westerburg und seit 1933 Oberwesterwaldkreis hieß.
Seit 1946 gehörten der Ober- und der Unterwesterwaldkreis zum Land Rheinland-Pfalz und 1974 wurden sie zum heutigen Westerwaldkreis vereinigt.

## Einwohnerentwicklung
| Einwohner        | 1900   | 1910   | 1925   |
| ---------------- | ------ | ------ | ------ |
| Kreis Westerburg | 28.119 | 28.869 | 32.114 |

Einwohnerzahlen der Gemeinden mit mehr als 1000 Einwohnern (Stand 1925):
| Hundsangen | 1101 |
| Rennerod   | 1658 |
| Westerburg | 1758 |

## Landräte
- 1886–189300Friedrich von der Goltz
- 1893–190000Max Duderstadt
- 1900–191000Leopold Rademacher
- 1910–191900Karl Abicht
- 1919–192600Martin Schieren
- 1926–193100Egon Schunck
- 1931–193200Hermann Schüling

## Gemeinden
Der Landkreis umfasste die folgenden Kommunen:
| - Arnshöfen - Berod - Berzhahn - Bilkheim - Brandscheid - Dahlen - Düringen - Ehringhausen - Eisen - Elbingen - Elsoff - Emmerichenhain - Ettinghausen - Ewighausen - Gemünden - Gershasen - Girkenroth - Girod - Goldhausen - Görgeshausen - Großholbach | - Guckheim - Hahn am See - Halbs - Härtlingen - Heilberscheid - Hellenhahn-Schellenberg - Hergenroth - Herschbach - Homberg - Hüblingen - Hundsangen - Irmtraut - Kaden - Kleinholbach - Kölbingen - Kuhnhöfen - Mähren - Meudt - Mittelhofen - Molsberg - Nentershausen | - Neunkirchen - Neustadt/Westerwald - Niederahr - Niedererbach - Niederroßbach - Niedersayn - Nister-Möhrendorf - Nomborn - Oberahr - Obererbach - Oberhausen - Oberrod - Oberroßbach - Obersayn - Pottum - Pütschbach - Rehe - Rennerod - Rothenbach - Ruppach - Sainerholz | - Sainscheid - Salz - Salzburg - Seck - Stahlhofen am Wiesensee - Steinefrenz - Waigandshain - Waldmühlen - Wallmerod - Weidenhahn - Weltersburg - Wengenroth - Weroth - Westerburg, Stadt - Westernohe - Willmenrod - Winnen - Zehnhausen bei Rennerod - Zehnhausen bei Wallmerod |